# McDougall
McDougall es un municipio canadiense situado en la provincia de Ontario.

## Superficie
McDougall tiene una superficie de 264,02 km².

## Demografía
En 2021, tenía 2744 habitantes, una densidad poblacional de 10,4 hab./km², y 1673 viviendas.